# Gianni Giardinelli
Pour les articles homonymes, voir Giardinelli.
 (novembre 2014).
Gianni Giardinelli est un comédien français d'origine italienne né à Paris le 28 août 1979.

## Biographie

### Carrière
En 1990, il décroche un des rôles principaux du film Génial, mes parents divorcent ! de Patrick Braoudé. Il incarne Stanislas de Courbel dans la série La Vie devant nous entre 2000 et 2002, dont il a également écrit un épisode. Le réalisateur Patrick Grandperret lui offrira un rôle dans Meurtrières, film qui recevra le Prix spécial du président du jury « Un certain regard » au Festival de Cannes. Il tourne dans un spot publicitaire pour la prévention routière ou dans des courts-métrages subversifs tels que Chers parents du réalisateur canadien Sébastien Godron. Il fera aussi quelques publicités notamment sous la direction de Luc Besson et Bertrand Blier mais aussi les Traktor, qui lui feront faire un rodéo sur le toit d'un bolide enragé, pour la campagne Levis. On le verra dans la série Mafiosa réalisé par Eric Rochant et également dans  Des soucis et des hommes réalisé par Christophe Barraud.
En 2014, il était également à l'affiche du film d'Abd al Malik Qu'Allah bénisse la France. Il a tourné pour la première fois en anglais dans Sword of vengeance de Jim Weedon en 2015.

### Vie privée
Gianni Giardinelli a été en couple avec l'actrice Alice Belaïdi.
Le 2 août 2023, Lola Dewaere officialise leur relation via un post Instagram. Le 23 février 2025, elle annonce leur séparation sur les réseaux sociaux.

## Filmographie

### Comme acteur

#### Cinéma

##### Longs métrages
- 1991 : Génial, mes parents divorcent ! de Patrick Braoudé : Christian
- 1997 : Bouge ! de Jérôme Cornuau : le jeune revendeur
- 2001 : 15 août de Patrick Alessandrin : le petit ami de Julie
- 2005 : Dans tes rêves de Denis Thybaud : le commerçant dans la boutique de matériel de concert
- 2006 : Meurtrières de Patrick Grandperret : Yann
- 2007 : Cortex de Nicolas Boukhrief : Ludo, un ambulancier
- 2008 : Des poupées et des anges de Nora Hamdi : Alex
- 2008 : Sans état d'âme de Vincenzo Marano
- 2010 : Coursier de Hervé Renoh : Ice
- 2011 : Halal police d'État de Rachid Dhibou
- 2014 :  Qu'Allah bénisse la France, d'Abd Al Malik : le caïd
- 2015 : Sword of Vengeance (en), film britannico-serbe de Jim Weedon : Artus
- 2017 : Les Nouvelles Aventures de Cendrillon : le nain vénère

##### Courts métrages
- 2003 : La Faucheuse de Vincenzo Marano et Patrick Timsit : Marc
- 2005 : Le Banc de Rémi Bénichou
- 2007 : Chers parents de Sébastien Godron : Alexis
- 2009 : De bon matin de Xavier Mauranne : Karim
- 2009 : Cas ID de Matthieu Tribes : la hyène
- 2013 : Cleopatra ya Lalla de Hicham Hajji : Cesar
- 2013 : Chat d'Ilan Cohen : un joggeur
- 2014 : Un mort sur le trottoir de David Dargaud : le kiné
- 2019 : Fièvre de Adda Senani : Frank

#### Télévision
- 1991 : Les Z'invincibles, série télévisée française de Jean-François Porry : Guillaume / Mathieu
- 1993 : Prat et Harris, téléfilm de Boramy Tioulong
- 1996 : Karine et Ari, série télévisée française (épisode 9 : Le petit ange) : Guillaume
- 1997 : Julie Lescaut (saison 6, épisode 23 : Travail fantôme réalisé par Alain Wermus) : Teddy
- 1997 : Parisien tête de chien, téléfilm de Christiane Spiero : Bruno Racine
- 1997 : Le Grand Batre, mini-série  réalisée par Laurent Carcelès, d'après le roman éponyme de Frédérique Hébrard
- 1998 : Un père en plus, téléfilm de Didier Albert : Stan
- 1998 : Un père inattendu, téléfilm d'Alain Bonnot
- 1999 : Manatéa, les perles du Pacifique, série télévisée française de Bernard Dubois et Laurence Katrian : Julien (dans 10 épisodes)
- 1999 : Louis Page (saison 1, épisode 2 : Les gens du voyage réalisé par Hugues de Laugardière) : Christophe
- 1999 : Les Monos (saison 2, épisode 1 : La meute réalisé par José Pinheiro) : Bastien
- 1999 : Police District, série télévisée française (saison 1, épisode 3 : La loi du quartier)
- 2000 : Le G.R.E.C. (saison 1, épisode 7 : Piratage) : Nicolas
- 2001 : Central Nuit (saison 2, épisode 2 : Le dessous des quartiers chics) : Guillaume
- 2002 - 2003 : La Vie devant nous (série télévisée) : Stanislas « Stan » de Courbel (rôle récurrent dans 52 épisodes)
- 2003 : Navarro (saison 19, épisode 4 : Ainsi soit-il réalisé par Patrick Jamain) : Mathieu Gagnon
- 2003 : Malone de Didier Le Pêcheur et Franck Apprederis (épisode 2 : Génération braqueurs) : Martin
- 2004 : Premier secours (saison 1, épisode 1 : Un enfant en péril) : Philippe Lebois
- 2005 : Le Juge, téléfilm en deux parties de Vincenzo Marano : Luc Quintana
- 2006 : Laura, le compte rebours a commencé, mini-série franco-suisse de Jean-Teddy Filippe : Bruno Bazin
- 2006 : Section de recherches (saison 1, épisode 1 : Arrêt d'urgence réalisé par Vincenzo Marano) : Manuel Diaz
- 2007 : La Surprise, téléfilm français d'Alain Tasma : Luc
- 2008 : Les tricheurs (saison 2, épisode 1 : La case départ) : Jérémy
- 2008 : X Femmes (saison 1, épisode 6 : À ses pieds réalisé par Mélanie Laurent) : l'homme de la chambre verte
- 2009 : Les Corbeaux, mini-série télévisée de Régis Musset : Yannick
- 2009 : Section de recherches (saison 4, épisode 5 : L'enfance de l'art réalisé par Olivier Barma) : Paul Fontaine
- 2010 : Mafiosa, le clan (saison 3, épisode 1 réalisé par Éric Rochant) : Nico
- 2011 : Interpol, série télévisée française (épisode 4 : Nuit polaire réalisé par Bruno Garcia) : Mickael
- 2012 : Des soucis et des hommes (série télévisée) : Sarfati (dans 5 épisodes)
- 2012 : Enquêtes réservées (saison 5, épisode 6 : L'amour à  mort réalisé par Bénédicte Delmas) : Clément Morin
- 2015 : Falco (saison 3, épisodes 4, 5 & 6) : Cédric, le compagnon d'Éléonore
- 2016 : Alice Nevers : Le juge est une femme (saison 21, épisode 4 : Rebelle réalisé par Akim Isker) : Ulrich Tadault
- 2016 : WorkinGirls, série télévisée française (saison 4, épisode 7 : Thérapies alternatives réalisé par Sylvain Fusée) : un patient
- 2017 : Munch (saison 1, épisode 5 : Dernière danse) : Grégory Kieffer
- 2017 : Coup de foudre à Noël, téléfilm d'Arnauld Mercadier : Antoine
- 2017 : Caïn (saison 5, épisode 1 : Une seconde avant la mort réalisé par Bertrand Arthuys) : François
- 2018-2019 : Cut !, série télévisée française de Bertrand Cohen : Solal (dans 23 épisodes)
- 2018 : Demain nous appartient (série télévisée) : Patrick (dans 17 épisodes)
- 2025 : Tropiques criminels (saison 6, épisode 1 : Rivière salée et épisode 2 : Anse Mitan de Julien Seri) : Mickaël

#### Clips musicaux
- 2008 : Banlieusards (chanson du rappeur Kery James)
- 2009 : La Peur de l'échec (chanson du rappeur Orelsan)

### Comme scénariste
- C'est ton bonheur qui me rend heureux, coécrit avec Pierre Chauvière
- La vie devant nous épisode 32 intitulé La journée de la femme coécrit avec Xavier Laurent

### Comme réalisateur
- Making of de Paris à tout prix

## Théâtre
- 2006 : Castings